# Oceanijska šahovska konfederacija
Oceanijska šahovska konfederacija (eng.  Oceania Chess Confederation), kontinentska admnistrativna podružnica, pridružena organizacija Svjetske šahovske organizacije. Uloga mu je promicati i razvijati sve oblike šaha na svom prostoru, štititi interese šaha, uspostaviti i koordinirati aktivnost članova i organizirati regionalna prvenstva pod okriljem FIDE, te zastupati interese članova kod FIDE i inih međunarodnih organizacija.
Sjedište je u Howicku, Auckland, na Novom Zelandu. Današnji predsjednik je Paul Spiller.

## Vanjske poveznice
- Službene stranice